# روبين لاولي
روبين لاولي (بالإنجليزية: Robyn Lawley)‏ (مواليد 13 يونيو 1989) عارضة أزياء أسترالية، ظهرت أوائل عام 2015 لمجلة الرياضية المصورة، مما يجعلها أول عارضة «بلس سايز» يتم عرضه في العدد السنوي من مجلة لملابس السباحة.

## نشأتها
وُلدت روبين في جيراوين، نيو ساوث ويلز، لكريس وجان لولي؛ ولديها شقيقتان أكبر منها، شونا وجينيفر. التحقت روبين بمدرسة ماك آرثر الثانوية للبنات. عندما كانت في الخامسة عشرة من عمرها، ذهبت روبين إلى وكالة عرض أزياء معروفة، إلا أنها لم تشعر أنها مستعده لدخول المجال. بعد مدة عادت وبدأت العمل في عرض الأزياء بالمقاسات العادية لمدة عام. ولما رأت أن الحفاظ على المقاس 8 المطلوب لا يستحق عناءه، وقعت عقدًا مع بيلا لإدارة الأزياء، وهي وكالة عرض أزياء "للمقاسات الكبيرة" في أستراليا، عندما كانت في الثامنة عشرة من عمرها.

## روابط خارجية
- الموقع الرسمي
- روبين لاولي في موديلز.كوم
- روبين لاولي على موقع دليل عارضات الأزياء (الإنجليزية)
- قناة روبين لاولي  على يوتيوب